# قائمة مدارس مدينة سلا
هذه قائمة بأسماء مدارس مدينة سلا.
- مدرسة ابن حزم
- مدرسة المفتي أبو بكر زنيبر
- مدرسة بوبكر حمادي
- مدرسة ابن طفيل
- مدرسة حى مولاى إسماعيل 1
- مدرسة سيدي بن عاشر
- مدرسة العلامة أحمد بن عبد النبي
- مدرسة محمد عبده
- مدرسة ابن خلدون
- مدرسة الامام الطبري
- مدرسة حي مولاي إسماعيل 2
- مدرسة حي السلام
- مدرسة ابن بطوطة
- مدرسة فاطمة الفهرية (إناث)
- مدرسة الأميرة للا أسماء

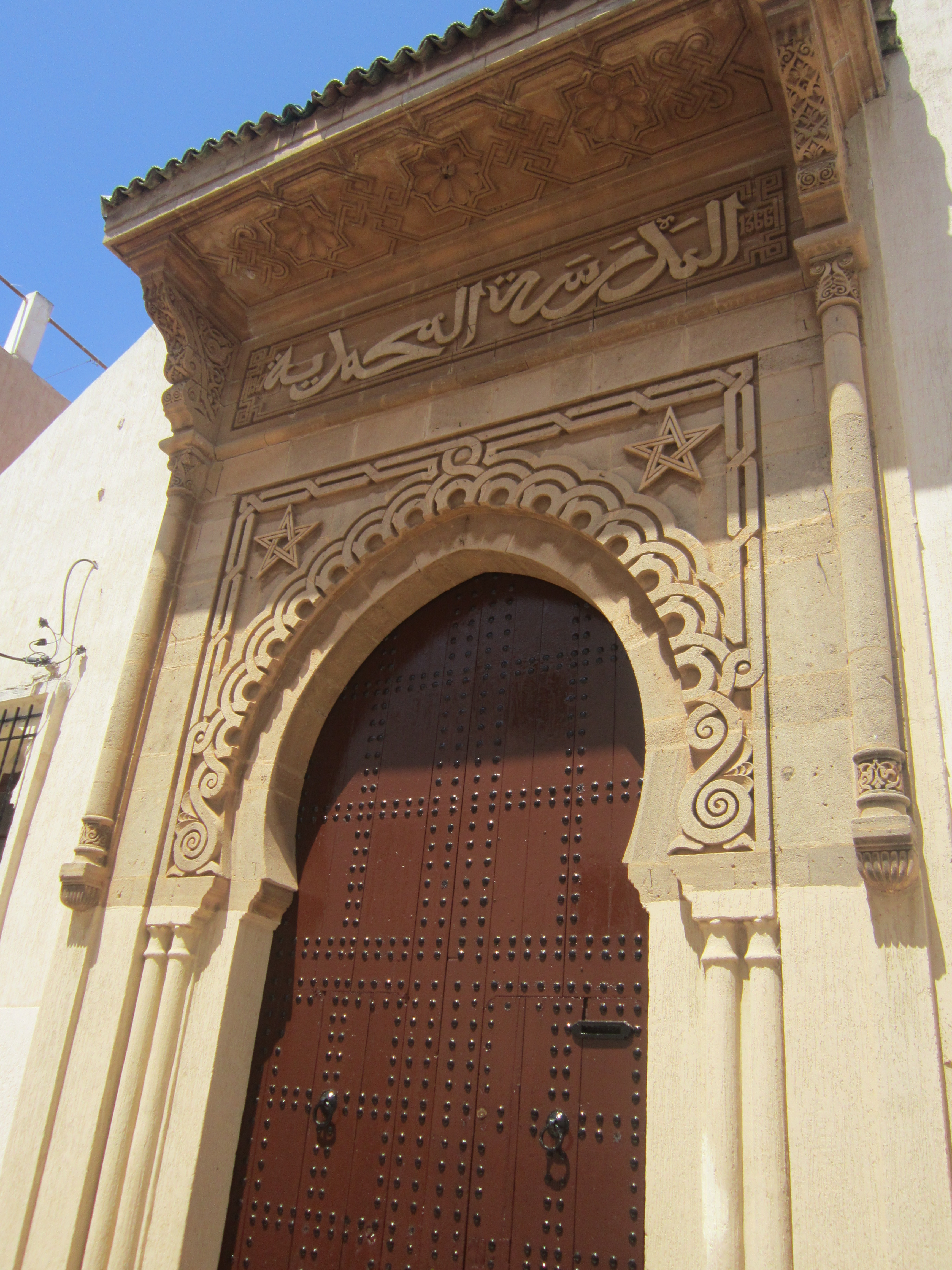
المدرسة المحمدية

- مدرسة مولاي المكي العلوي: مدرسة السور سابقا، كانت مدرسة أولاد النبلاء بسلا.
- مدرسة ابن تومرت (تم هدمها سنة 1441هـ)
- مدرسة سيدي بوحاجة
- مدرسة حمان الفطواكي
- مدرسة أحمد الجريري
- مدرسة الزبير بن العوام
- مدرسة الساقية الحمراء
- مدرسة العلامة علي عواد
- مدرسة سيدي موسى الدكالي
- مدرسة العلامة زين العابدين بنعبود
- مدرسة الفقيه بريطل
- مدرسة الشهداء
- مدرسة عبد الكريم الخطابي
- مدرسة أبو القاسم الشابي
- مدرسة الأطلس
- مدرسة عبد الواحد المراكشي
- مدرسة رابعة العدوية
- مدرسة العياشي
- مدرسة ابي الحسن القابسي
- مدرسة للا مريم
- مدرسة العلامة المدني الصفار
- مدرسة ذات النطاقين
- مدرسة موسى بن نصير
- مدرسة محمد الريحاني
- مدرسة وادي الذهب
- مدرسة ابن المقفع
- مدرسة بلال بن رباح
- مدرسة ابن زيدون
- مدرسة الراضي السلوي
- مدرسة العلامة عبد الرحمان الكتاني
- مدرسة محمد حصار
- مدرسة المسيرة
- مدرسة 11 يناير
- مدرسة ابي عنان المريني
- مدرسة المختار السوسي
- مدرسة عبد السلام زهراوي
- مدرسة حسان بن ثابت
- مدرسة الحاج محمد بلكبير
- مدرسة حي الانبعاث 2
- مدرسة الحاج أحمد السالمي
- مدرسة حي الانبعاث 3
- مدرسة سعد بن أبي وقاص
- مدرسة بدر
- مدرسة العهد الجديد
- مدرسة المرينيين
- مدرسة ابي هريرة
- مدرسة إدريس الازهر
- مدرسة طه حسين
- مدرسة النصر
- مدرسة ابي ذر الغفاري
- مدرسة ابن الرومي
- مدرسة مولاي علي الشريف
- مدرسة الزلاقة
- مدرسة عبد المومن الموحدي
- المدرسة المحمدية، تأسست في عام 1947 وبنيت في موقع المدرسة الموحدية قديما.

## مدارس الثانوية
- ثانوية الفقيه أبوبكر التطواني: ثانوية النجد سابقا، شهيرة باسم بلاطو، هي أول ثانوية للتعليم العصري بنيت بسلا.[1]
- ثانوية النهضة: تأسست من طرف أبو بكر القادري لمعارضة التعليم الفرنسي، هي أول ثانوية للتعليم الاصيل بنيت بسلا.[1]